# Laureus World Sports Awards

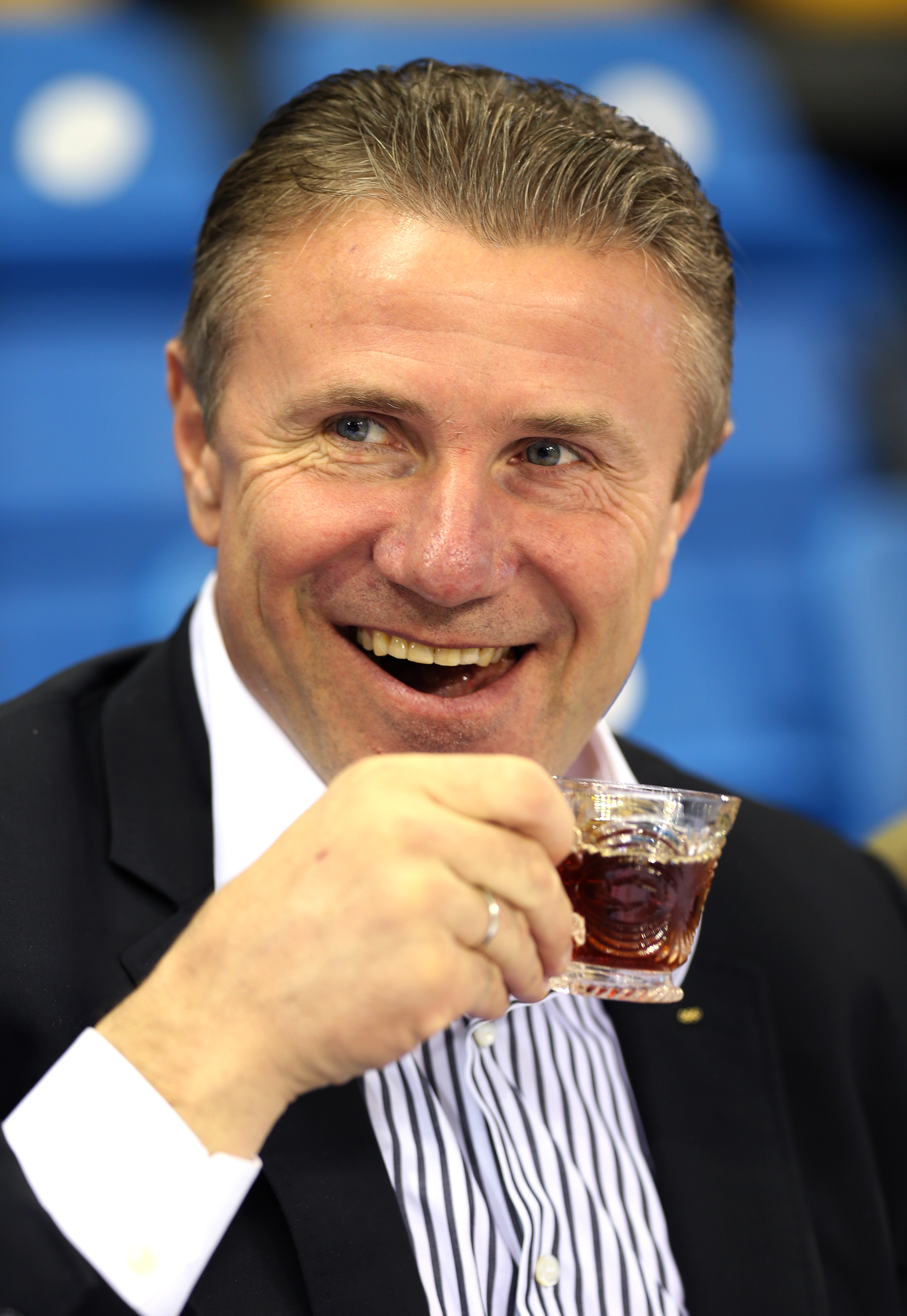
Сергій Бубка — лауреат Laureus World Sports Awards 2008 у номінації «Досягнення століття»

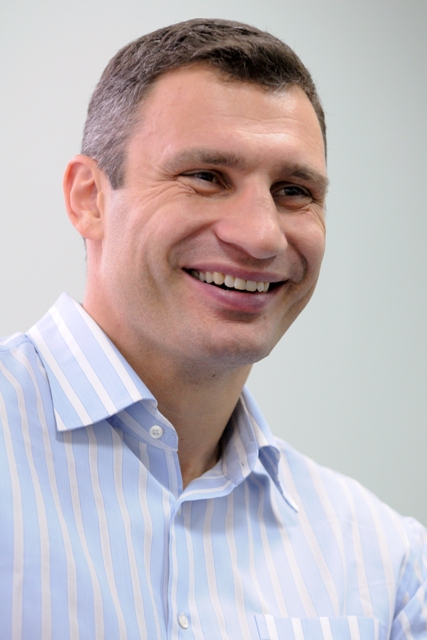
Віталій Кличко — лауреат Laureus World Sports Awards 2009 у номінації «Повернення року»

Laureus World Sports Awards — спортивна нагорода, якою щорічно нагороджують найкращих спортсменів за досягнення у попередньому році. Відзнака була засновану у 1999 році за участю Daimler і Richemont, також її підтримували генеральні партнери Mercedes-Benz, IWC Schaffhausen і Vodafone.
Процес виявлення переможців двоетапний: спочатку група по відбору кандидатів з найкращих спортивних редакторів, письменники і коментатори з близько 80 країн голосують, щоб скласти короткий список з шести номінацій у кожній категорії. Процес голосування контролюється незалежними аудиторами з PricewaterhouseCoopers LLP. Потім члени Академії Laureus World Sports за допомогою таємного голосування обирають переможців.

## Номінування
П'ять номінацій, які розподіляє група по відбору кандидатів Laureus Media:
- Laureus World Спортсмен року;
- Laureus World Спортсменка року;
- Laureus World Команда року;
- Laureus World Прорив року;
- Laureus World Повернення року.

Дві номінації, які розподіляються спеціальними групами:
- Laureus World Action Спортсмен року, вибирається групою найкращих журналістів з альтернативних видів спорту;
- Laureus World Спортсмен з інвалідністю року, якою керує Виконавчий комітет Міжнародного параолімпійського комітету.

Три інших номінації вибирають Founding Patrons і Академія. Це:
- Laureus Досягнення століття
- Laureus Спорт для добра
- Laureus Душа спорту (починаючи з 2005 року), представлених Академії Laureus на розсуд людей, які внесли видатний внесок у суспільство через спорт.

Академія може, якщо побажає, також вручати додаткові нагороди.
Кожен переможець отримує статуетку Laureus, ексклюзивно надану Cartier. Універсальний характер спорту виражений в поданні п'яти континентів, які вигравірувані на ній. Розмір статуетки 30 см, вага 2,5 кг. Кожна фігура містить 670 г твердого срібла разом з 650 г золота.
У 2007 році церемонія проходила 2 квітня в Барселоні, Іспанія. Король Хуан Карлос I був почесним гостем. У 2008 церемонія проходила 18 лютого у Маріїнському театрі в Санкт-Петербурзі, Росія, були присутні: Володимир Путін, Куба Гудінг та Денніс Хоппер.
Тенісист № 1 Роджер Федерер був лауреатом номінації Laureus World Спортсмен року чотири роки поспіль. Він так само єдиний спортсмен, хто перемагав в номінаціях чотири рази в історії Laureus World Sports Awards.
Список номінантів складається найкращими журналістами з усього світу. Вони запрошуються фондом Laureus і призначають фіналістів в лютому кожного року.

## Члени Академії Laureus World Sports
Спочатку в Академії було 40 осіб, а починаючи з середини 2008 року — 46 осіб. Сергій Бубка — один з Членів Академії.

## Посли Laureus
Посли Laureus (103 особи) є обраною групою як активних, так і відставних спортсменів, які домоглися спортивних вершин і зробили значний внесок у спортивне співтовариство протягом своєї кар'єри. Вони визнаються як рольові моделі і знаки успіху і добровільно надають свої послуги для підтримки роботи Фонду Laureus Спорт для Добра.
Програма Посол Laureus відрізняється від Laureus World Sports Academy в тому, що вона відкрита як для діючих, так і для спортсменів, що завершили кар'єру.
Послами є також брати Кличко.

### Посли Кличко
Відомі українські боксери Віталій та Володимир Кличко 12 грудня 2005 року в німецькому місті Мюнхен були нагороджені почесною медіа-премією Світової спортивної організації «Лауреус», яка є спортивним аналогом голлівудського «Оскара», і отримали звання послів Фонду Лауреус «Спорт заради добра».
Цього разу члени журі, до складу якого увійшли світова зірка тенісу Борис Беккер, спортивний функціонер Франс Бекенбауер та інші представники світу спорту, політики та бізнесу, високо оцінили внесок братів Кличко у поширення цінностей Світової спортивної академії.
Своїми спортивними досягненнями і підтримкою соціальних проектів Віталій і Володимир довели всьому світові, що «велич спорту полягає в унікальній можливості надихати людей, долати будь-які бар'єри в житті, що спорт — це благородне і конструктивне заняття, яке може поліпшити життя кожного, він здатний зробити світ кращим і сприяти соціальним змінам», — йдеться в документі, що підтверджує новий статус Віталія та Володимира згідно з отриманою нагородою.

## Переможці
| Рік  | Місце нагородження | Спортсмен                     | Спортсмен        | Спортсменка             | Спортсменка    | Команда                  | Команда          | Прорив            | Прорив               | Повернення         | Повернення   |
| Рік  | Місце нагородження | Ім'я                          | Вид спорту       | Ім'я                    | Вид спорту     | Назва                    | Вид спорту       | Ім'я              | Вид спорту           | Ім'я               | Вид спорту   |
| ---- | ------------------ | ----------------------------- | ---------------- | ----------------------- | -------------- | ------------------------ | ---------------- | ----------------- | -------------------- | ------------------ | ------------ |
| 2000 | Монако             | Тайґер Вудс                   | Гольф            | Маріон Джонс            | Атлетика       | «Манчестер Юнайтед»      | Футбол           | Серхіо Гарсія     | Гольф                | Ленс Армстронг     | Велоспорт    |
| 2001 | Монако             | Тайґер Вудс                   | Гольф            | Кеті Фрімен             | Атлетика       | Збірна Франції           | Футбол           | Марат Сафін       | Теніс                | Дженніфер Капріаті | Теніс        |
| 2002 | Монако             | Міхаель Шумахер               | Формула 1        | Дженніфер Капріаті      | Теніс          | Збірна Австралії         | Крикет           | Хуан-Пабло Монтоя | Формула 1            | Горан Іванишевич   | Теніс        |
| 2003 | Монако             | Ленс Армстронг                | Велоспорт        | Серена Вільямс          | Теніс          | Збірна Бразилії          | Футбол           | Яо Мін            | Баскетбол            | Роналду            | Футбол       |
| 2004 | Лісабон            | Міхаель Шумахер               | Формула 1        | Анніка Серенстам        | Гольф          | Збірна Англії            | Регбі            | Мішель Ві         | Гольф                | Германн Маєр       | Гірські лижі |
| 2005 | Ешторіл            | Роджер Федерер                | Теніс            | Келлі Голмс             | Атлетика       | Збірна Греції            | Футбол           | Лю Сян            | Атлетика             | Алекс Дзанарді     | Гонки        |
| 2006 | Барселона          | Роджер Федерер                | Теніс            | Яниця Костелич          | Гірські лижі   | Renault F1               | Формула 1        | Рафаель Надаль    | Теніс                | Мартіна Хінгіс     | Теніс        |
| 2007 | Барселона          | Роджер Федерер                | Теніс            | Олена Ісинбаєва         | Атлетика       | Збірна Італії            | Футбол           | Амелі Моресмо     | Теніс                | Серена Вільямс     | Теніс        |
| 2008 | Санкт-Петербург    | Роджер Федерер                | Теніс            | Жустін Енен             | Теніс          | Збірна ПАР               | Регбі            | Льюїс Гамільтон   | Формула 1            | Пола Редкліфф      | Біг          |
| 2009 | Не проводилась     | Усейн Болт                    | Атлетика         | Олена Ісинбаєва         | Атлетика       | Олімпійська збірна Китаю | Олімпійські ігри | Ребекка Едлінгтон | Плавання             | Віталій Кличко     | Бокс         |
| 2010 | Абу-Дабі           | Усейн Болт                    | Атлетика         | Серена Вільямс          | Теніс          | Brawn GP                 | Формула 1        | Дженсон Баттон    | Формула 1            | Кім Клейстерс      | Теніс        |
| 2011 | Абу-Дабі           | Рафаель Надаль                | Теніс            | Ліндсі Вонн             | Гірські лижі   | Збірна Іспанії           | Футбол           | Мартін Каймер     | Гольф                | Валентіно Россі    | MotoGP       |
| 2012 | Лондон             | Новак Джокович                | Теніс            | Вів'єн Черуйот          | Атлетика       | «Барселона»              | Футбол           | Рорі Макілрой     | Гольф                | Даррен Кларк       | Гольф        |
| 2013 | Ріо-де-Жанейро     | Усейн Болт                    | Атлетика         | Джессіка Енніс          | Атлетика       | Збірна Європи            | Гольф            | Енді Маррей       | Теніс                | Фелікс Санчес      | Атлетика     |
| 2014 | Куала-Лумпур       | Себастьян Феттель             | Формула-1        | Міссі Франклін          | Плавання       | Баварія                  | Футбол           | Марк Маркес       | MotoGP               | Рафаель Надаль     | Теніс        |
| 2015 | Шанхай             | Новак Джокович                | Теніс            | Гензебе Дібаба          | Легка атлетика | Збірна Німеччини         | Футбол           | Данієль Ріккардо  | Формула-1            | Шалк Бюргер        | Регбі        |
| 2016 | Берлін             | Новак Джокович                | Теніс            | Серена Вільямс          | Теніс          | All Blacks               | Регбі            | Джордан Спіт      | Гольф                | Ден Картер         | Регбі        |
| 2017 | Монако             | Усейн Болт                    | Атлетика         | Сімона Байлс            | Гімнастика     | Чикаго Кабс              | Бейсбол          | Ніко Росберг      | Формула-1            | Майкл Фелпс        | Плавання     |
| 2018 | Монако             | Роджер Федерер                | Теніс            | Серена Вільямс          | Теніс          | Mercedes F1              | Формула 1        | Серхіо Гарсія     | Гольф                | Роджер Федерер     | Теніс        |
| 2019 | Монако             | Новак Джокович                | Теніс            | Сімона Байлс            | Гімнастика     | Збірна Франції           | Футбол           | Наомі Осака       | Теніс                | Генрієта Фаркашова | Гірські лижі |
| 2020 | Берлін             | Льюїс Гамільтон Ліонель Мессі | Формула 1 Футбол | Сімона Байлс            | Гімнастика     | Збірна ПАР               | Регбі            | Еган Берналь      | Велоспорт            | Софія Флерш        | Автоспорт    |
| 2021 | Севілья            | Рафаель Надаль                | Теніс            | Наомі Осака             | Теніс          | «Баварія»                | Футбол           | Патрік Махомес    | Американський футбол | Максанс Парро      | Сноубординг  |
| 2022 | Севілья            | Макс Ферстаппен               | Формула 1        | Елейн Томпсон-Гера      | Атлетика       | Збірна Італії            | Футбол           | Емма Радукану     | Теніс                | Скай Браун         | Скейтбординг |
| 2023 | Париж              | Ліонель Мессі                 | Футбол           | Шеллі-Енн Фрейзер-Прайс | Атлетика       | Збірна Аргентини         | Футбол           | Карлос Алькарас   | Теніс                | Крістіан Еріксен   | Футбол       |

Примітки:
1. ↑  Пізніше нагорода була скасована, оскільки Джонс була визнана винною у вживанні допінгу. На її місце переможець визначений не був.
2. 1 2  Пізніше нагорода була скасована, оскільки Армстронг був визнаний винним у вживанні допінгу. На його місце переможець визначений не був.